# Littlehoughton
Littlehoughton är en ort i civil parish Longhoughton, i grevskapet Northumberland i England. Orten är belägen 5 km från Alnwick. Littlehoughton var en civil parish 1866–1955 när det uppgick i Longhoughton. Civil parish hade 77 invånare år 1951.